# Джоаджу
Джоаджу (рум. Geoagiu) — город в Румынии в составе жудеца Хунедоара.

## История
Во времена Древнего Рима здесь, во II веке, было построено укрепление Гермисара (лат. Germisara).
Деревня Джоаджу впервые упоминается в документе 1291 года. Это было феодальное владение, которое не раз меняло хозяев. До 1506 года она находилась в собственности Яноша Корвина, затем перешло венгерскому королю, который в декабре 1507 года подарил деревню господарю Валахии Раду IV. Значение деревни возросло, и в 1510 году она получила право проведения ярмарок. В 1517 году её владельцем стал господарь Нягое I Басараб, в 1531 году её реквизировал венгерский король Янош I Запойяи и подарил своему полководцу Куну Кочарду.
После того, как в 1918 году эта территория перешла в состав Румынии, из бывших владений знати и части прилегающих земель была сформирована коммуна Джоаджу. В 2001 году Джоаджу стала первой коммуной, официально получившей статус города в новом тысячелетии.

## Уроженцы
- Ион Будай-Деляну (1760—1820), филолог, историк и поэт[3]
- Аурел Влайку (1882—1913), инженер, изобретатель, конструктор самолетов и пилот[4]